# Kaple svatého Huberta (Mstišov)
Kaple svatého Huberta je římskokatolická kaple v Mstišově u Dubí v okrese Teplice zasvěcená svatému Hubertovi. Od roku 1964 je chráněna jako kulturní památka. Stojí uprostřed návsi.

## Historie
Kaple byla postavena na popud Františka Karla Clary-Aldringena v roce 1707 stavitelem Kristiánem Laglerem. V roce 2005 proběhla její kompletní rekonstrukce a od té doby se využívá k pořádání společenských a kulturních akcí.

## Stavební podoba
Budova má obdélný půdorys a fasádu členěnou pilastry. Průčelí je zdůrazněné štítem s volutovými křídly. Po obou stranách vchodu a ve štítovém nástavci jsou výklenky se sochami svatého Huberta, svatého Václava a svatého Jana Nepomuckého. Interiér je zaklenutý pruskou plackovou klenbou.

## Zařízení
Hlavní rokokový oltář má vyřezávaný nástavec s andílky a zdobí ho barokní obraz svatého Huberta. Kolem obrazu je symetricky rozmístěno pět drobných oválných maleb ze druhé poloviny osmnáctého století. Vybavení kaple doplňuje soška Madony z první poloviny osmnáctého století.